# Víctor Manuel Castro Cosío
Víctor Manuel Castro Cosío (La Paz, 14 giugno 1955) è un politico messicano, governatore della Bassa California del Sud dal 10 settembre 2021.

## Biografia
Nato a La Paz nel 1955, è figlio di Ángel Castro Carballo, poliziotto, e di Dolores Cosío Cota. Studia. Si laurea in istruzione primaria alla Benemerita Scuola Normale Urbana di La Paz. Nel 1975 si trasferisce a Città del Messico per conseguire un'ulteriore laurea in istruzione secondaria, presso la Scuola Normale Superiore del Messico. Nel 1994 prende una terza laurea in storia presso l'Università autonoma della Bassa California del Sud.

### Carriera politica
Entra nel Partito della Rivoluzione Democratica nel 1989, anno della fondazione. Successivamente si candida come governatore della Bassa California de Sud, classificandosi terzo, non venendo quindi eletto.
Il 5 aprile 2001 viene nominato segretario dell'istruzione pubblica dello Stato della Bassa California del Sud dall'allora governatore Leonel Cota Montaño. Resta in carica fino al 2005.
Nello stesso anno si candida come sindaco di La Paz nella coalizione democratica della Bassa California del Sud, composta dal PRD e dal partito Convergenza, vincendo. Viene quindi eletto. Entra ufficialmente in carica il 30 aprile 2005 e rimane in carica fino alla fine del suo mandato, nel 2008.
Nel 2009 si candida alle elezioni come deputato federale per la Bassa California del Sud. Vince le elezioni, restando in carica dal 2009 al 2012.
Si candida nuovamente come governatore nel 2015, questa volta nel partito Morena. Arriva al quarto posto.
Nel 2018 vince le elezioni come senatore, con il 48,83% dei voti, battendo i candidati María Guadalupe Saldaña Cisneros e Francisco Pelayo Covarrubias. Rimane in carica fino al 1º dicembre 2018, perché assume la carica di delegato per i programmi di sviluppo nella Bassa California del Sud, rimanendo in carica fino al 31 ottobre 2020.
Nel marzo 2021 si candida di nuovo come governatore della Bassa California del Sud con la coalizione Juntos Hacemos Historia - Baja California Sur, composta da Morena e Partito del Lavoro. Vince con circa il 46,06% dei voti. Assume la carica di governatore il 10 settembre 2021.

## Vita privata
Si sposa con Patricia López Navarro, insegnante, con la quale ha due figlie: Patricia e Marcela.